# Rita La Salvaje
Rita la Salvaje (Isla Maciel, Dock Sud, Buenos Aires, 15 de junio de 1927 - Rosario, Santa Fe, 7 de mayo de 2016) fue el nombre artístico de Juana González, una bailarina desnudista famosa en la ciudad de Rosario. Usó su seudónimo por casi treinta años en sus números de estriptis en diversos cabarés rosarinos. Su audacia, para la época, y el hecho de representar un aspecto a menudo oculto de la cultura local la convirtieron en un símbolo de la vida nocturna de la ciudad.

## Biografía
Juana González Ligresti nació en Isla Maciel (Avellaneda), en el sur del Gran Buenos Aires. Se crio en la ciudad de Avellaneda.
Primero falleció su padre y después su madre (a los 50 años). Tenía tres hermanos, su hermano mayor mantenía a la familia.
A los 16 o 17 años se escapó de su hogar.
Su primer lugar de actuación en Rosario fue el cabaré Tetuán (en calle Santa Fe entre Paraguay y Presidente Roca), a principios de los años 1940. El nombre de «Rita» lo adoptó en Chile, donde se hizo llamar Rita Day (por su parecido con la actriz estadounidense Rita Hayworth), y el apelativo «La Salvaje» surgió en Brasil cuando, en ocasión de un baile afrocubano, el presentador repetía: «¡Ay, qué salvaje!».
En los años 1950, sus audacias sorprendían inclusive en el prostibulario barrio Pichincha porque afrontaba el desnudo completo, con escenas como «el ventilador» (en la cual hacía girar tiritas de colores con el movimiento de sus senos), y «el caramelito», en alusión al premio que había que quitar de su cuerpo desnudo.
A fines de los años 1960 compartió escenario en el cabaré Morocco (en Rosario) con el dúo tanguero del bandoneonista baigorrense Cholo Montironi (1931-) y el cantor Carlos Budini.

Nunca cobré, porque me enseñaron que si cobraba, Dios me castigaría. No era un comercio. En Rosario nadie puede decir: «Yo me acosté con esa mujer». No me considero una virgen santa: si me agradaba un hombre, sabía dónde mandarlo para que nadie lo viera. Y más tarde iba yo.
Rita la Salvaje

Actuó en los escenarios rosarinos hasta 1982. A partir de entonces comenzó su leyenda. Sin embargo, esos mismos años fueron los peores para Juana. Había corrido el rumor de que había fallecido, le robaron todas sus pertenencias y hasta estuvo internada en  hospital neuropsiquiátrico Agudo Ávila. Finalmente fue dada de alta a comienzos de los años 1990, y el entonces secretario de Cultura de Rosario, Enrique Llopis le gestionó una pensión oficial.
Desde entonces vivió una vida tranquila y retirada en Rosario donde fue reconocida como un personaje emblemático de la ciudad.

## Testimonio
Cuando le preguntan qué sentía cuando bailaba asegura:

Era feliz, feliz, y viendo a la gente más feliz todavía. «Me llaman la Salvaje porque soy terrible en cuestiones del amor, me llaman la Salvaje porque tengo el cuerpo llenito de calor. Salvaje mis caricias, mis abrazos, salvajes mis momentos de pasión, salvajes pero llenos de ternura los besos que a los hombres yo les doy».
Rita la Salvaje

## Musical
En 2005, con gran éxito, se estrenó el musical Rita la Salvaje, con la actriz Mariela Emme Vitale (hija del músico Lito Vitale). Si bien es una obra de ficción, se inspira en hechos reales de su vida personal y artística. La propia Rita asistió a la noche del debut y fue aplaudida por el público.

## Fallecimiento
El sábado 7 de mayo de 2016 a los 89 años, falleció en un Policlínico de PAMI de la ciudad de Rosario donde se encontraba internada. Sus restos primeramente sepultados en el Cementerio La Piedad, de Rosario. Y finalmente en 2024, fueron inhumados en el cementerio El Salvador